# 1. hokejová liga SR 1998/1999
1. hokejová liga SR 1998/1999 byla šestou sezónou 1. hokejové ligy na Slovensku, které se původně mělo zúčastnit 12 týmů. Ještě před začátkem ročníku se HK 31 Setra Kežmarok odhlásil z ligy, takže měla soutěž pouze 11 účastníků. První dva týmy po základní části postoupily do baráže o Slovnaft extraligu. Týmy od 3. do 11. místa hrály o umístění. Do Slovnaft extraligy nepostoupil nikdo a naopak do 1. ligy z extraligy sestoupily 4 týmy: ŠK Iskra Banská Bystrica , HC Martimex ZŤS Martin , MHC Nitra , HK VTJ Farmakol Prešov (došlo ke snížení počtu účastníků extraligy).
Do 2. hokejové ligy sestoupil již zmíněný HK 31 Setra Kežmarok, dále HK VTJ Vagónka-AŽD Trebišov, HK VTJ Marat Piešťany a odstupující tým ŠHK Danubia 96 Bratislava, který se rozhodl po skončení soutěže vzdát se účasti v dalším ročníku.

## Základní část
| Vysvětlivka                  |
| ---------------------------- |
| Postup do baráže o extraligu |
| Účast boje o záchranu        |
| Sestupující do 2. ligy       |

| Poř. | Tým                         | Z  | V  | R | P  | VG | OG  | B  |
| ---- | --------------------------- | -- | -- | - | -- | -- | --- | -- |
| 1.   | Spartak Dubnica nad Váhom   | 20 | 15 | 0 | 5  | 94 | 37  | 30 |
| 2.   | HK ŠKP Žilina               | 20 | 12 | 5 | 3  | 80 | 52  | 29 |
| 3.   | ŠHK Danubia 96 Bratislava   | 20 | 10 | 4 | 6  | 66 | 47  | 24 |
| 4.   | HC Harvard Trnava           | 20 | 10 | 4 | 6  | 71 | 54  | 24 |
| 5.   | HC MEZ VTJ Michalovce       | 20 | 8  | 5 | 7  | 76 | 67  | 21 |
| 6.   | HC Polygon Prievidza        | 20 | 8  | 4 | 8  | 58 | 70  | 20 |
| 7.   | HC Dukla Senica             | 20 | 7  | 6 | 7  | 72 | 73  | 20 |
| 8.   | HKm Zvolen B                | 20 | 7  | 3 | 10 | 51 | 85  | 17 |
| 9.   | HC VTJ Telvis Topoľčany     | 20 | 7  | 1 | 12 | 65 | 62  | 15 |
| 10.  | HK VTJ Vagónka-AŽD Trebišov | 20 | 5  | 5 | 10 | 52 | 73  | 15 |
| 11.  | HK VTJ Marat Piešťany       | 20 | 2  | 1 | 17 | 54 | 119 | 5  |
| 12.  | HK 31 Setra Kežmarok        | -  | -  | - | -  | -  | -   | -  |

HK 31 Setra Kežmarok se před začátkem sezóny odhlásil. Stal se tak prvním sestupujícím.

## Skupina o záchranu
| Vysvětlivka            |
| ---------------------- |
| Sestupující do 2. ligy |

| Poř. | Tým                         | Z  | V  | R | P  | VG  | OG  | B  |
| ---- | --------------------------- | -- | -- | - | -- | --- | --- | -- |
| 3.   | HC Harvard Trnava           | 36 | 21 | 5 | 10 | 155 | 101 | 47 |
| 4.   | HC MEZ VTJ Michalovce       | 36 | 17 | 9 | 10 | 156 | 114 | 43 |
| 5.   | ŠHK Danubia 96 Bratislava   | 36 | 17 | 9 | 10 | 139 | 102 | 43 |
| 6.   | HC VTJ Telvis Topoľčany     | 36 | 18 | 4 | 14 | 139 | 110 | 40 |
| 7.   | HC Dukla Senica             | 36 | 15 | 7 | 14 | 137 | 131 | 37 |
| 8.   | HKm Zvolen B                | 36 | 14 | 4 | 18 | 102 | 151 | 32 |
| 9.   | HC Polygon Prievidza        | 36 | 12 | 5 | 19 | 114 | 163 | 29 |
| 10.  | HK VTJ Vagónka-AŽD Trebišov | 36 | 9  | 7 | 20 | 106 | 136 | 25 |
| 11.  | HK VTJ Marat Piešťany       | 36 | 3  | 3 | 30 | 94  | 219 | 9  |
| 12.  | HK 31 Setra Kežmarok        | -  | -  | - | -  | -   | -   | -  |

## Baráž o Slovnaft extraligu
|  | Zustavající v slovnaft extralize |  | Sestupující do 1. hokejové ligy |

| Vysvětlivka                      |
| -------------------------------- |
| Zustavající v slovnaft extralize |
| Sestupující do 1. hokejové ligy  |

| Poř. | Tým                       | Z  | V  | R  | P  | VG  | OG  | B  |
| ---- | ------------------------- | -- | -- | -- | -- | --- | --- | -- |
| 1.   | HC ŠKP Poprad             | 28 | 18 | 5  | 5  | 132 | 71  | 41 |
| 2.   | HK VTJ Spišská Nová Ves   | 28 | 17 | 7  | 4  | 110 | 71  | 41 |
| 3.   | ŠK Iskra Banská Bystrica  | 28 | 17 | 5  | 6  | 95  | 62  | 39 |
| 4.   | HC Martimex ZŤS Martin    | 28 | 11 | 10 | 7  | 85  | 78  | 32 |
| 5.   | MHC Nitra                 | 28 | 8  | 9  | 11 | 91  | 95  | 25 |
| 6.   | HK ŠKP Žilina             | 28 | 8  | 4  | 16 | 66  | 99  | 20 |
| 7.   | HK VTJ Farmakol Prešov    | 28 | 5  | 5  | 18 | 79  | 121 | 15 |
| 8.   | Spartak Dubnica nad Váhom | 28 | 3  | 5  | 20 | 63  | 124 | 11 |